# Chlamydopsis sculptus
Chlamydopsis sculptus är en skalbaggsart som beskrevs av Oke 1923. Chlamydopsis sculptus ingår i släktet Chlamydopsis och familjen stumpbaggar. Inga underarter finns listade i Catalogue of Life.